# بين ويليس
بين ويليس (بالإنجليزية: Ben Willis) هو لاعب كرة قدم أمريكي في مركز حراسة المرمى، ولد في 1996 في فيدرال واي في الولايات المتحدة. لعب مع سياتل ساوندرز.